# Andrea Wagner
Andrea Wagner (Freiburg) is een Duits beeldend kunstenaar die actief is als sieraadontwerper en docent.

## Biografie
Wagner is geboren in Duitsland, opgegroeid in Canada en opgeleid aan de Gerrit Rietveld Academie te Amsterdam (1994-1997).
In haar sieraden combineert zij uiteenlopende materialen als zilver, porselein, polyester en glas in verschillende kleuren en texturen. Wagner geeft les aan verschillende internationale instituten op het gebied van toegepaste kunst.

## Werk in openbare collecties (selectie)
- Ambermuseum, Gdańsk
- Landesmuseum, Zürich
- Museum of Arts and Design, New York
- Museum of Fine Arts, Boston
- Museum of Fine Arts, Houston
- Museum of Fine Arts, Montreal
- Stichting Françoise van den Bosch
- TextielMuseum, Tilburg[2]

## Tentoonstellingen
- 1997 - Galerie Marzee, Nijmegen
- 1998 - Andrea Wagner, Galerie Louise Smit, Amsterdam
- 2002 - Sieraden nu, TextielMuseum, Tilburg
- 2005 - Hoezo Lepels, Museum Boijmans Van Beuningen, Rotterdam
- 2013 - Wear it or Not: Recent Jewelry Acquisitions, Museum of Arts & Design, New York